# 7221-es mellékút (Magyarország)
A 7221-es számú mellékút egy négy számjegyű mellékút Veszprém vármegye déli részén, a Balatonfüredi járásban. Fő feladata, hogy négy Balaton-felvidéki település tóparttól távol eső településrészeit köti össze egymással, valamint a part mentén húzódó 71-es főúttal. Bő 7 kilométeres hossza nagy részében a balatoni „Római út” vonalával esik egybe.

## Nyomvonala
A 7219-es útból kiágazva indul, annak 1+250-es kilométerszelvényénél, Lovas központjában, ott ahol a Római út betér a faluközpontba. Kezdeti szakasza északnyugat felé húzódik, de hamarosan (a község templomai között) nyugatnak, még inkább délnyugatnak fordul, a továbbiakban nagyrészt ezt az irányt követi. Fő utca néven halad végig a településen, alig 400 méter hosszban, majd kilép a község házai közül, első kilométerét elhagyva pedig már Paloznak területén halad. Utóbbi község központját majdnem pontosan a második kilométerénél éri el; a központból a tópart felé vezető, keresztező út önkormányzati útnak minősül. Neve végig a településen Zrínyi utca; 2,8 kilométer után hagyja el a községet.
A következő, útba eső település Csopak, itt először a Paloznaki utca nevet viseli. 3+400-as kilométerszelvényétől egy darabig, 90 fokos irányváltással északnyugat felé húzódik, Kossuth Lajos utca néven, majd alig több mint száz méter után, újabb hasonló irányváltással visszatér a korábban követett útvonalához és a Füredi út nevet veszi fel. Így keresztezi, a 3+900-as kilométerszelvényénél a 73-as főutat, annak 700. méterénél. 5,3 kilométer után átlép Balatonfüred Balatonarács városrészének területére, onnan már Lóczy Lajos utca a neve. 5,9 kilométer után ér be a városrész központjába: a Római út útvonala innen önkormányzati útként halad tovább, Balatonfüred városközpontja felé, a 7221-es pedig a part felé fordul. 7. kilométerénél keresztezi a Székesfehérvár–Tapolca-vasútvonalat (Balatonarács megállóhelynél), majd a 71-es főútba torkollva ér véget, annak 37+500-as kilométerszelvényénél egy lámpás kereszteződésben.
Teljes hossza, az országos közutak térképes nyilvántartását szolgáló kira.gov.hu adatbázisa szerint 7,093 kilométer.

## Története
A mellékút korábban csak Csopakig, a 73-as főútig viselte ezt a számot, majd az egyenes irányú folytatása már a 7303-as út részét képezte, amely korábban teljes hosszában a Római út nyomvonalán haladt, míg az arácsi templomtól a 71-es útig tartó szakasz 73 102-es számmal öt számjegyű mellékút volt.

## Érdekesség
A 7221-es mellékúthoz kapcsolódó másik érdekesség, hogy itt, az útvonal és a Börgönd–Szabadbattyán–Tapolca-vasútvonal balatonarácsi keresztezésében épült ki Magyarországon először úgynevezett Holdfast-rendszerű útátjáró, 2007 szeptemberében. Ennek lényege, hogy burkolóelemei újrahasznosított gumiból készültek, magukat az útátjáró elemeket pedig a beépítés helyén alkalmazott sínrendszer és a keresztaljak típusa alapján gyártották le. A meglehetősen tömör és homogén szerkezetű elemeket külön fémrudazat nem köti össze, az elmozdulásokat úgynevezett koronás alaplemezek akadályozzák meg, és az alkalmazott technológia megóvja a kapcsolódó aszfaltburkolatot a kitöredezéstől.